# Истошур
Истошу́р — деревня в Юкаменском районе Удмуртии на реке Лема, в составе Пышкетского сельского поселения.

## География
Улицы деревни:
- Ключевая

## Население
Численность постоянного населения деревни составляет 31 человек (2007).